# Rhynchagrotis inelegans
Rhynchagrotis inelegans är en fjärilsart som beskrevs av Smith 1890. Rhynchagrotis inelegans ingår i släktet Rhynchagrotis och familjen nattflyn. Inga underarter finns listade.